# Konary (gromada w powiecie grójeckim)
Konary – dawna gromada, czyli najmniejsza jednostka podziału terytorialnego Polskiej Rzeczypospolitej Ludowej w latach 1954–1972.
Gromady, z gromadzkimi radami narodowymi (GRN) jako organami władzy najniższego stopnia na wsi, funkcjonowały od reformy reorganizującej administrację wiejską przeprowadzonej jesienią 1954 do momentu ich zniesienia z dniem 1 stycznia 1973, tym samym wypierając organizację gminną w latach 1954–1972.
Gromadę Konary z siedzibą GRN w Konarach utworzono – jako jedną z 8759 gromad – w powiecie grójeckim w woj. warszawskim, na mocy uchwały nr VI/10/5/54 WRN w Warszawie z dnia 5 października 1954. W skład jednostki weszły obszary dotychczasowych gromad Konary, Magierowa Wola, Ostrówek i Podgórzyce ze zniesionej gminy Konary oraz obszary dotychczasowych gromad Marynin i Potycz ze zniesionej gminy Rososz w tymże powiecie. Dla gromady ustalono 13 członków gromadzkiej rady narodowej.
31 grudnia 1961 gromadę zniesiono, włączając jej obszar do gromad: Klonowa Wola (wsie Konary, Magierowa Wola, Ostrówek i Podgórzyce) i Rososz (wsie Marynin i Potycz) w tymże powiecie.